# Jackpot (Nevada)
Jackpot a nevadai Elko megyében található település. Kaszinói miatt népszerű célpont Idaho és más szomszédos államok lakói számára.
1. ↑  2020. évi népszámlálás az Egyesült Államokban. 2020. évi népszámlálás az Egyesült Államokban . (Hozzáférés: 2022. január 1.)